# HMS Hercules (1868)
Pour les autres navires du même nom, voir HMS Hercules.
Le HMS Hercules est un cuirassé à coque en fer de la Royal Navy.

## Description
Le navire est conçu par Edward Reed et est, dans tous les facteurs importants, une version agrandie du HMS Bellerophon, avec une armure plus épaisse et des canons plus lourds. Il a un éperon pointu là où les navires précédents en avaient un arrondi ; il est construit avec un gaillard d'avant, mais n'a pas de dunette jusqu'à ce qu'il en soit équipé pour se préparer à son rôle de navire amiral de la Mediterranean Fleet. Il porte un gouvernail équilibré, ce qui réduit l'effort physique de tourner le safran. La direction à vapeur est installée en 1874.
La disposition des canons exclut la disposition habituelle où le chaîne de l'ancre conduit au pont principal ; dans le Hercules, ces chaînes aboutissent au pont supérieur, il est le premier cuirassé à être ainsi équipé.
Il est le premier navire de guerre à transporter le nouveau fusil de 10 pouces (254 mm) à chargement par la bouche, quatre de chaque côté. Ces canons, qui pèsent chacun 18 tonnes, tirent un obus pesant 400 livres avec une vitesse initiale de 1 380 pieds par seconde (421 m/s). Un équipage bien entraîné peut tirer un coup toutes les 70 secondes. Il transporte deux chariots de torpilles pour des torpilles Whitehead de 14 pouces (356 mm) sur le pont principal à partir de 1878.

## Histoire
Il est initialement placé à Chatham dans la Channel Fleet, dans laquelle il sert jusqu'en 1876.
En 1870, cinq de ses canons de 10 pouces (254 mm) sont endommagés lorsque des obus éclatent avant de quitter les bouches. En 1872, on signale que trois des canons de 10 pouces (254 mm) sont endommagés.
En juillet 1871, il remorque avec succès le HMS Agincourt au large de Pearl Rock (Gibraltar).
L'ancre est posé à Funchal, à l'île de Madère, le jour de Noël 1872, lorsqu'une tempête rompt la chaîne d'ancre du HMS Northumberland qui dérive et atteint l'éperon du Hercules. Le Northumberland est gravement endommagé sous la ligne de flottaison, avec un compartiment inondé ; il peut se rendre à Malte pour des réparations. Le Hercules, en revanche, subit des dommages au fond et sur les côtés. Après un radoub de 1874 à 1875, il est affecté comme navire amiral de la Mediterranean Fleet jusqu'en 1877. Réparé à Portsmouth, il est remis en service comme navire amiral de l'escadre de service particulier formé sous le commandement de l'amiral Astley Cooper Key au moment de la peur de la guerre avec la Russie en 1878. Il est ensuite relégué au poste de garde dans la Clyde jusqu'en 1881.
Il est le vaisseau amiral de la flotte de réserve de 1881 à 1890, avec une courte pause en 1885 lorsqu'il fait partie de la deuxième escadre de service particulier formée par l'amiral Geoffrey Hornby.
Modernisé entre 1892 et 1893, il est en réserve à Portsmouth jusqu'en 1904. De mars à juin 1902, il sert temporairement de navire de garde portuaire à Portland avec l'équipage du navire de garde permanent HMS Revenge, qui doit faire l'objet d'un radoub. En juillet de la même année, il est temporairement commandé par le capitaine John de Robeck, qui est transféré sur le HMS Warrior après avoir terminé un radoub pour devenir un navire de dépôt.
Son nom change en Calcutta en 1904, il sert de navire de dépôt à Gibraltar jusqu'en 1914. Il est ensuite remorqué en Grande-Bretagne, ses moteurs étant alors inutilisables, et devient un établissement de formation d'artificiers à Portsmouth sous le nom de Fisgard II. On lui enlève les mâts, les cheminées, l'armement et la superstructure.